# Long black Song
|  | Denne artikel er oprettet af botten Steenthbot ud fra en ekstern database. Den kan derfor have sproglige fejl eller mangler. Denne skabelon kan fjernes efter kontrol af indholdet. |

Long black Song er en dansk eksperimentalfilm fra 1983 instrueret af Torben Skjødt Jensen.